# II. Bahrám szászánida király
II. Bahrám (? – 293) a Szászánida Birodalom királya 277-293 között. Folytatta apja, I. Bahrám (274-277) kirekesztő valláspolitikáját. Gyengekezű uralkodó volt, aki számos nyugati területet elvesztett a római császárral, Carusszal (282-283) szemben. Uralkodása alatt Armenia, mely a megelőző fél évszázadban perzsa kézben volt, Diocletianus (284-305) kezébe került.

## Fordítás
- Ez a szócikk részben vagy egészben  az   Imperio Sasánida című spanyol Wikipédia-szócikk fordításán alapul.  Az eredeti cikk szerkesztőit annak laptörténete sorolja fel. Ez a jelzés csupán a megfogalmazás eredetét és a szerzői jogokat jelzi, nem szolgál a cikkben szereplő információk forrásmegjelöléseként.